# Fidju
Fidju (arab. فديو) – miejscowość w Syrii, w muhafazie Latakia. W 2004 roku liczyła 4065 mieszkańców.